# Eustala emertoni
Eustala emertoni là một loài nhện trong họ Araneidae.
Loài này thuộc chi Eustala. Eustala emertoni được Richard C. Banks miêu tả năm 1904.